# R-Index
Review-based Index (R-Index)는 부실 학술지 문제를 해결함과 동시에 학술지의 수준을 가늠할 수 있는 기준을 만들기 위해 고안되었다.
학술지에 게재되는 논문들은 학자의 양심에 기반을 둔 투고와 게재로 진행된다. 즉, 학자는 양심에 비추어 양질의 논문을 투고하였다고 자부할 수 있어야 하고, 출판사는 이러한 학자들이 투고한 논문을 정성스럽게 편집하고 게재하여 널리 보급하는 역할을 할 수 있어야 한다.
하지만, 시대가 변하면서 더 이상 이러한 이상적인 상황을 기대하기 어렵게 되었고, 출판사들은 양질의 논문이 맞는지를 자체적으로 검증하게 되었다. 대학이나 연구소가 논문의 질보다 숫자에 민감하게 반응하였기 때문이기도 하고, 다양한 논문이 모두 우수한 연구결과를 포함하고 있는 것은 아니라는 것이 의식이 보편화된 이유도 있다.
최근 발간되고 있는 논문지들은 거의 예외 없이 ‘Peer Review (동료 검토, 동일 분야 연구자가 논문을 검토하는 것)’ 와 ‘Blind Review (암맥 검토, 공정성을 유지하기 위해 논문의 저자와 검토자가 서로의 정보를 알 수 없는 상태에서 검토하는 것)’를 표방하고 있다. 학계에서는 Review를 ‘검토’ 대신 ‘평가’ 혹은 ‘심사’의 의미로 더 많이 사용하고 있으며, Review는 논문의 수준을 확인할 수 있는 중요한 절차로 자리 잡게 되었고, 논문지를 관리하는 입장에서 볼 때 일반적으로 거치는 절차가 되었다.
Review-based Index (R-Index) 평가요소는 (1) 논문지 주제와 논문 주체 합치 여부, (2) 심사의견의 유효 분량, (3) 심사의견 내용의 구체성 등이며, 매년 1회 정기 산정과 특별 산정으로 구분하여 진행된다. 정기 산정은 한국연구재단에서 매년 공개하는 계속평가 논문지들을 평가하는 것을 말하여, 특별 산정은 논문지에 발생한 특별한 변화를 감지하여 정기 산정과 무관하게 진행하는 것을 말한다.
한국연구재단에서 진행하는 등재(후보)지 평가가 형식적인 측면에 많은 비중을 두는 반면, R-Index 평가는 순수하게 심사 의견만을 분석하여 평가하기 때문에 상호 보완적인 의미를 가질 수 있다고 알려져 있다.
최초의 R-Index 평가는 2019년 10월에 진행되었으며, 시뮬레이션 결과는 주관사 홈페이지에 공개되어 있다.
R-Index를 각 대학에서 교수업적평가의 논문 실적에 반영하는 것이 바람직하다는 기사가 추가로 게시되었다.